# Campionat de França de rugbi Pro D2 2018-2019
El Campionat de França de rugbi Pro D2 2018-2019 on el vigent campió és la USA Perpinyà que està jugant al Top 14 aquest any, s'inicià el 17 d'agost del 2018. S'acabà el 26 de maig del 2019 amb la victòria del Aviron Bayonnais enfront del CA Brive-Corrèze.

## Resultats

### Fase preliminar
| Clubs              | SA      | SACA    | AB      | ASBH    | BO      | USB     | CABC    | U SC    | USCO    | RCM     | SM      | USM     | USON    | USO     | PR      | RCV     |
| ------------------ | ------- | ------- | ------- | ------- | ------- | ------- | ------- | ------- | ------- | ------- | ------- | ------- | ------- | ------- | ------- | ------- |
| Soyaux Angoulême   |         | 23 – 13 | 22 – 18 | 28 – 10 | 31 – 15 | 41 – 15 | 11 – 23 | 23 – 19 | 14 – 13 | 8 – 8   | 20 – 16 | 29 – 23 | 40 – 15 | 23 – 33 | 36 – 20 | 42 – 12 |
| Stade aurillacois  | 13 – 10 |         | 41 – 27 | 19 – 3  | 16 – 17 | 13 – 9  | 14 – 11 | 19 – 16 | 23 – 18 | 31 – 18 | 31 – 7  | 28 – 15 | 12 – 16 | 20 – 19 | 36 – 10 | 17 – 23 |
| Aviron Bayonnais   | 60 – 9  | 45 – 10 |         | 21 – 15 | 14 – 19 | 29 – 7  | 30 – 17 | 46 – 10 | 29 – 12 | 45 – 15 | 28 – 28 | 21 – 16 | 26 – 21 | 30 – 25 | 34 – 19 | 16 – 14 |
| AS Béziers Hérault | 25 – 21 | 34 – 7  | 30 – 13 |         | 12 – 23 | 16 – 6  | 29 – 20 | 23 – 18 | 25 – 13 | 37 – 26 | 19 – 16 | 27 – 5  | 12 – 9  | 24 – 19 | 20 – 19 | 27 – 23 |
| Biarritz Olympique | 48 – 22 | 28 – 24 | 22 – 6  | 21 – 23 |         | 46 – 9  | 33 – 33 | 21 – 16 | 18 – 21 | 36 – 12 | 27 – 22 | 62 – 21 | 19 – 16 | 51 – 14 | 29 – 13 | 31 – 32 |
| US bressane        | 31 – 6  | 31 – 6  | 15 – 21 | 27 – 6  | 29 – 27 |         | 31 – 27 | 21 – 32 | 18 – 15 | 22 – 18 | 50 – 13 | 25 – 20 | 18 – 16 | 21 – 17 | 18 – 16 | 19 – 19 |
| CA Brive-Corrèze   | 31 – 18 | 36 – 14 | 20 – 18 | 27 – 6  | 36 – 26 | 52 – 14 |         | 54 – 17 | 27 – 17 | 37 – 13 | 29 – 27 | 15 – 3  | 31 – 13 | 21 – 20 | 45 – 14 | 61 – 14 |
| U S Carcassonnaise | 18 – 15 | 39 – 35 | 22 – 10 | 47 – 13 | 21 – 20 | 45 – 10 | 19 – 14 |         | 25 – 20 | 22 – 14 | 11 – 9  | 5 – 20  | 49 – 12 | 13 – 21 | 33 – 24 | 23 – 20 |
| US Colomiers       | 15 – 8  | 19 – 17 | 0 – 6   | 30 – 24 | 27 – 10 | 29 – 19 | 9 – 6   | 27 – 9  |         | 31 – 7  | 22 – 16 | 23 – 19 | 23 – 24 | 18 – 19 | 28 – 26 | 25 – 3  |
| RC Massy           | 19 – 20 | 18 – 27 | 12 – 21 | 24 – 27 | 29 – 20 | 20 – 29 | 30 – 19 | 20 – 7  | 22 – 13 |         | 24 – 28 | 19 – 22 | 6 – 30  | 21 – 32 | 13 – 14 | 6 – 21  |
| Stade montois      | 26 – 23 | 36 – 8  | 17 – 13 | 35 – 14 | 20 – 15 | 48 – 22 | 19 – 14 | 30 – 14 | 38 – 10 | 33 – 10 |         | 16 – 10 | 34 – 11 | 37 – 21 | 16 – 20 | 16 – 13 |
| US Montauban       | 31 – 10 | 27 – 3  | 14 – 25 | 18 – 20 | 16 – 15 | 37 – 19 | 28 – 26 | 16 – 12 | 29 – 20 | 15 – 9  | 20 – 25 |         | 9 – 6   | 19 – 19 | 28 – 23 | 20 – 25 |
| USO Nevers         | 13 – 12 | 28 – 26 | 23 – 17 | 15 – 15 | 20 – 16 | 53 – 13 | 28 – 31 | 41 – 10 | 38 – 12 | 17 – 6  | 24 – 17 | 22 – 19 |         | 19 – 16 | 39 – 17 | 32 – 6  |
| US Oyonnax         | 29 – 12 | 46 – 6  | 18 – 16 | 23 – 13 | 23 – 27 | 49 – 16 | 10 – 22 | 38 – 10 | 32 – 16 | 45 – 10 | 34 – 14 | 51 – 14 | 30 – 22 |         | 46 – 23 | 30 – 29 |
| Provence rugby     | 20 – 21 | 48 – 18 | 21 – 16 | 17 – 15 | 23 – 13 | 12 – 11 | 22 – 20 | 28 – 25 | 27 – 8  | 16 – 38 | 20 – 9  | 51 – 6  | 23 – 17 | 29 – 26 |         | 38 – 23 |
| RC Vannetais       | 24 – 16 | 25 – 5  | 23 – 18 | 12 – 9  | 37 – 23 | 28 – 11 | 9 – 11  | 39 – 22 | 13 – 0  | 26 – 12 | 24 – 13 | 27 – 28 | 24 – 13 | 37 – 6  | 43 – 29 |         |

### Classificació
| Classificació general de la Pro D2 | Classificació general de la Pro D2 | Classificació general de la Pro D2 | Classificació general de la Pro D2 | Classificació general de la Pro D2 | Classificació general de la Pro D2 | Classificació general de la Pro D2 | Classificació general de la Pro D2 | Classificació general de la Pro D2 | Classificació general de la Pro D2 | Classificació general de la Pro D2 | Classificació general de la Pro D2 | Classificació general de la Pro D2 | Classificació general de la Pro D2 | Classificació general de la Pro D2 |
| Class.                             | Clubs                              | Pts                                | J                                  | G                                  | E                                  | P                                  | B0                                 | BD                                 | pf                                 | pc                                 | p±                                 | af                                 | ac                                 | a±                                 |
| ---------------------------------- | ---------------------------------- | ---------------------------------- | ---------------------------------- | ---------------------------------- | ---------------------------------- | ---------------------------------- | ---------------------------------- | ---------------------------------- | ---------------------------------- | ---------------------------------- | ---------------------------------- | ---------------------------------- | ---------------------------------- | ---------------------------------- |
| 1.                                 | CA Brive-Corrèze                   | 91                                 | 30                                 | 19                                 | 1                                  | 10                                 | 6                                  | 7                                  | 816                                | 556                                | 260                                | 91                                 | 52                                 | 39                                 |
| 2.                                 | US Oyonnax                         | 87                                 | 30                                 | 17                                 | 1                                  | 12                                 | 9                                  | 8                                  | 811                                | 633                                | 178                                | 97                                 | 59                                 | 38                                 |
| 3.                                 | Aviron Bayonnais                   | 83                                 | 30                                 | 17                                 | 1                                  | 12                                 | 6                                  | 7                                  | 719                                | 537                                | 182                                | 81                                 | 51                                 | 30                                 |
| 4.                                 | RC Vannetais                       | 80                                 | 30                                 | 17                                 | 1                                  | 12                                 | 3                                  | 7                                  | 671                                | 619                                | 52                                 | 68                                 | 63                                 | 5                                  |
| 5.                                 | Stade Montois                      | 78                                 | 30                                 | 16                                 | 1                                  | 13                                 | 6                                  | 6                                  | 681                                | 599                                | 82                                 | 67                                 | 58                                 | 9                                  |
| 6.                                 | USO Nevers                         | 78                                 | 30                                 | 16                                 | 1                                  | 13                                 | 6                                  | 6                                  | 653                                | 589                                | 64                                 | 65                                 | 51                                 | 14                                 |
| 7.                                 | Biarritz Olympique                 | 74                                 | 30                                 | 15                                 | 1                                  | 14                                 | 5                                  | 7                                  | 776                                | 638                                | 138                                | 81                                 | 61                                 | 20                                 |
| 8.                                 | AS Béziers Hérault                 | 74                                 | 30                                 | 17                                 | 1                                  | 12                                 | 2                                  | 2                                  | 563                                | 602                                | -39                                | 49                                 | 61                                 | -12                                |
| 9.                                 | Soyaux Angoulême                   | 68                                 | 30                                 | 14                                 | 1                                  | 15                                 | 5                                  | 5                                  | 614                                | 646                                | -32                                | 57                                 | 65                                 | -8                                 |
| 10.                                | Provence rugby                     | 68                                 | 30                                 | 15                                 | 0                                  | 15                                 | 3                                  | 5                                  | 682                                | 730                                | -48                                | 61                                 | 76                                 | -15                                |
| 11.                                | U S Carcassonnaise                 | 65                                 | 30                                 | 14                                 | 0                                  | 16                                 | 3                                  | 6                                  | 629                                | 703                                | -74                                | 62                                 | 75                                 | -13                                |
| 12.                                | US Montauban                       | 64                                 | 30                                 | 13                                 | 1                                  | 16                                 | 3                                  | 7                                  | 568                                | 678                                | -110                               | 50                                 | 65                                 | -15                                |
| 13.                                | US Colomiers                       | 61                                 | 30                                 | 13                                 | 0                                  | 17                                 | 3                                  | 6                                  | 534                                | 594                                | -60                                | 51                                 | 55                                 | -4                                 |
| 14.                                | Stade aurillacois                  | 61                                 | 30                                 | 13                                 | 0                                  | 17                                 | 3                                  | 6                                  | 552                                | 702                                | -150                               | 54                                 | 78                                 | -24                                |
| 15.                                | US bressane                        | 60                                 | 30                                 | 13                                 | 1                                  | 16                                 | 4                                  | 2                                  | 586                                | 777                                | -191                               | 50                                 | 86                                 | -36                                |
| 16.                                | RC Massy                           | 29                                 | 30                                 | 5                                  | 1                                  | 24                                 | 1                                  | 6                                  | 499                                | 751                                | -252                               | 51                                 | 79                                 | -28                                |

### Lliguetes d'ascens
| Lliguetes prèvies a semifinals | Lliguetes prèvies a semifinals | Lliguetes prèvies a semifinals |
| ------------------------------ | ------------------------------ | ------------------------------ |
| Aviron Bayonnais               | 32 – 26                        | USO Nevers                     |
| RC Vannetais                   | 50 – 10                        | Stade Montois                  |

| Semifinals       | Semifinals | Semifinals       |
| ---------------- | ---------- | ---------------- |
| CA Brive-Corrèze | 40 – 20    | RC Vannetais     |
| US Oyonnax       | 34 – 38    | Aviron Bayonnais |

| Final            | Final   | Final            |
| ---------------- | ------- | ---------------- |
| CA Brive-Corrèze | 19 – 21 | Aviron Bayonnais |

| Campió           |
| ---------------- |
| Aviron Bayonnais |